# What Men Want
What Men Want is een Amerikaanse fantasy-komediefilm uit 2019 in regie van Adam Shankman.  De film met hoofdrollen van Taraji P. Henson, Aldis Hodge, Josh Brener, Erykah Badu, Richard Roundtree en Tracy Morgan volgt een vrouw die – na het drinken van een krachtig brouwsel gegeven door een sjamaan – het vermogen krijgt om de innerlijke gedachten van mannen te horen. Het scenario werd geschreven door Jas Waters en Tina Gordon. De film is een losse adaptatie van en geeft credit aan de komedie What Women Want van Nancy Meyers uit 2000 met script van Josh Goldsmith, Cathy Yuspa en Diane Drake.

## Verhaal
Alison "Ali" Davis is een succesvolle sportmakelaarster in Atlanta die zich binnen de firma waar ze voor werkt, Summit Worldwide Management, buitengesloten voelt door haar mannelijke collega's. Wanneer ze ook nog eens gepasseerd wordt voor een promotie tot partner bij Summit, legt haar baas Nick uit dat ze niet goed overweg kan met mannen. Vastbesloten om te slagen in een mannenwereld, bluft Ali in een publieke aankondiging dat ze de opkomende basketbalster Jamal Barry zal contracteren.
Na een drankje met haar vader flirt Ali met Will, de barman. Ze hebben seks bij hem thuis, waar Ali zijn jonge zoon Ben ontmoet. Tijdens een fotoshoot komt Ali op voor een van haar cliënten, de basketster Lisa Leslie (die de rol als cameo zelf vertolkt, maar maakt Joe "Dollah" Barry, Jamal's vader en manager, boos. Op het vrijgezellenfeest van haar vriendin Mari, wordt Ali voorgesteld aan Sister, een helderziende en sjamaan. Om Ali te helpen "contact te maken met mannen", geeft Sister haar "fey lougawou" (Kalanchoë pinnata) thee te drinken. Terwijl ze met haar vriendinnen danst in een club, valt Ali van zichzelf.
Als ze wakker wordt, hoort ze de gedachten van haar dokter. Ali en haar assistent op het werk Brandon realiseren zich dat ze de mogelijkheid heeft gekregen om de gedachten van mannen te horen. Ze sporen Sister op, die Ali ervan overtuigt dat haar gave een troef is. Met behulp van haar pas ontdekte gave, komt Ali te weten dat haar collega-makelaars samen met Joe Barry naar een pokerspel gaan. Ze komt onuitgenodigd opdagen maar maakt indruk op Joe, en wordt uitgenodigd om deel te nemen aan de ontmoeting van Summit met Jamal. Kevin geeft voor Summit een presentatie, maar slaat daarbij helemaal de bal mis, Ali redt het potentieel contract en Summit door op Jamal en Joe in te praten. Kevin confronteert Ali later, en onthult dat hij gestemd had om haar partner te maken.
Omdat Joe een vrouw zonder gezin niet vertrouwt, doet Ali voor dat Will en Ben, die haar rijbewijs komen terugbrengen, haar man en zoon zijn. Ze nodigt ze allemaal uit voor een NBA-wedstrijd, waar ze - zonder het te weten aan Will of Ben - haar "familie" gebruikt om nog meer indruk te maken op Joe. Op een dubbele date met Will, Mari, en Mari's verloofde James, hoort Ali de gedachten van James, en hoort ook dat Will alleen maar gedachten heeft voor haar. Ze hebben seks, waarbij Ali de gedachten van Will gebruikt om hem volledig te bevredigen.
In het kantoor van Summit is iedereen verbijsterd wanneer ze vernemen dat hun makelaar Ethan ontslag heeft genomen en Jamal zelf heeft gecontracteerd. Hij trekt hem terug uit de NBA Draft om in plaats daarvan in China te gaan spelen. Nick berispt Ali en zegt dat de enige reden waarom hij haar niet zal ontslaan is dat ze een zwarte vrouw is. Hij onthult haar familie-leugen aan Will, die Ali zegt weg te blijven van hem en Ben. Op Mari's bruiloft hoort Ali de gedachten van James en, boos Brandon's poging om tussenbeide te komen afwijzend, kondigt ze dronken aan dat James met Mari's neef heeft geslapen. Ze onthult ook dat de man van haar vriendin Ciarra haar bedriegt, en er breekt een vechtpartij uit. Daarbij wordt Ali opnieuw bewusteloos geslagen.
Ali wordt wakker in het ziekenhuis en realiseert zich dat ze niet langer gedachten kan lezen. Met de raad van haar vader verzoent Ali zich met Brandon en haar vrienden. Ze zoekt Jamal op terwijl die op zijn jeugdbasketpleintje aan het shooten is, die haar uitlegt dat hij niet naar China wil gaan. Ali vertrouwt hem enkel toe zijn hart te volgen. Jamal besluit in Amerika te blijven, en wordt de eerste NBA draft pick, met Ali als zijn makelaar. Ali wordt nu wel binnen Summit gepromoveerd tot partner, maar neemt ontslag om haar eigen agentschap te beginnen met Kevin, en Brandon, waardoor ook de eeuwige assistent van Ali eindelijk een agent wordt. Ali vraagt Will om nog een kans, en hij stemt toe als ze voortaan altijd eerlijk is tegen hem. Wanneer Will en Ali met Ben wandelen, onthult Ali aan Will meer plannen voor haar agentschap.

## Rolverdeling
- Taraji P. Henson als Alison "Ali" Davis
- Aldis Hodge als Will Thomas
- Josh Brener als Brandon Wallace
- Erykah Badu als Sister
- Richard Roundtree als Skip Davis
- Tracy Morgan als Joe "Dolla" Barry
- Shane Paul McGhie als Jamal Barry
- Pete Davidson als Danny
- Auston Jon Moore als Ben Thomas
- Brian Bosworth als Nick Ivers
- Chris Witaske als Eddie
- Max Greenfield als Kevin Myrtle
- Jason Jones als Ethan Fowler
- Tamala Jones als Mari
- Wendi McLendon-Covey als Olivia
- Phoebe Robinson als Ciarra
- Kellan Lutz als Captain Fucktastic
- Ashani Roberts als Gabby
- Cristian Gonzalez als Louis

De basketsterren John Collins, Shaquille O'Neal, Grant Hill, Karl-Anthony Towns en Lisa Leslie voeren een Cameo als zichzelf in de film.